# الإحصاء السكاني في مصر
بدأت ممارسة إجراء إحصاء دوري في مصر في الألفية الثانية قبل الميلاد، حيث تم استخدامه لجمع الضرائب وتحديد مدى ملاءمة الخدمات العسكرية.

## تعدادات ما قبل الحداثة

### العصر الفرعوني
ظهرت التعدادات في مصر لأول مرة في أواخر المملكة المصرية الوسطى وتطورت في المملكة المصرية الحديثة. أحمس الأول، بحسب هيرودوت، طلب من كل مصري أن يعلن سنويًا للحاكم "من أين يكسب رزقه". في عهد البطالمة والرومان، إجريت العديد من التعدادات السكانية في مصر من قبل المسؤولين الحكوميين.

### العصر الروماني
وقدرت التعدادات الرومانية في مصر عدد السكان بنحو 4.5 مليون نسمة في عام 14 م، و5 ملايين في عام 164 م.

### 1848 و 1868 التعدادات
بعد التعدادات الأولية في بعض المناطق الحضرية والقرى، تم إجراء أول تعداد سكاني على مستوى البلاد في عام 1848. وقد خلص تحليل حديث لسجلات التعداد السكاني لعام 1848، والذي يحاول تعديل التناقضات المختلفة في البيانات، إلى أن عدد سكان مصر كان 4.476 مليون نسمة في ذلك الوقت. يُقال إن التعداد السكاني لعام 1848 هو الأول من نوعه في دولة غير غربية يتضمن بيانات ديموغرافية واجتماعية واقتصادية عن جميع الأفراد تقريبًا بما في ذلك الإناث والأطفال والعبيد. تجري حاليًا عملية رقمنة سجلات التعداد السكاني لعامي 1848 و1868 استنادًا إلى الوثائق الموجودة في دار المحفوظات العمومية (مصر).

## التعدادات الحديثة
| إجراء التعدادات السكانية رسميًا في مصر منذ عام 1882 | إجراء التعدادات السكانية رسميًا في مصر منذ عام 1882 | إجراء التعدادات السكانية رسميًا في مصر منذ عام 1882 | إجراء التعدادات السكانية رسميًا في مصر منذ عام 1882 | إجراء التعدادات السكانية رسميًا في مصر منذ عام 1882 | إجراء التعدادات السكانية رسميًا في مصر منذ عام 1882 | إجراء التعدادات السكانية رسميًا في مصر منذ عام 1882 |
| رقم                                                | سنة                                                | سكان                                               | التعداد                                            | تم إجراء التعداد خلال                              | صورة                                               |                                                    |
| -------------------------------------------------- | -------------------------------------------------- | -------------------------------------------------- | -------------------------------------------------- | -------------------------------------------------- | -------------------------------------------------- | -------------------------------------------------- |
| 1°                                                 | 1882                                               | 6,806,381                                          | 1882 التعداد المصري                                | عهد الخديوي الخديوي توفيق (1879-1892)              |                                                    |                                                    |
| 2°                                                 | 1897                                               | 9,734,405                                          | 1897 التعداد المصري                                | عهد الخديوي عباس حلمي الثاني (1892-1914)           |                                                    |                                                    |
| 3°                                                 | 1907                                               | 11,189,978                                         | 1907 التعداد المصري                                | عهد الخديوي عباس حلمي الثاني (1892-1914)           |                                                    |                                                    |
| 4°                                                 | 1917                                               | 12,716,255                                         | 1917 التعداد المصري                                | عهد السلطان فؤاد الأول (1917-1936)                 |                                                    |                                                    |
| 5°                                                 | 1927                                               | 14,177,864                                         | 1927 التعداد المصري                                | عهد السلطان فؤاد الأول (1917-1936)                 |                                                    |                                                    |
| 6°                                                 | 1937                                               | 15,921,000                                         | 1937 التعداد المصري                                | عهد السلطان فاروق الأول (1936-1952)                |                                                    |                                                    |
| 7°                                                 | 1947                                               | 18,967,000                                         | 1947 التعداد المصري                                | عهد السلطان فاروق الأول (1936-1952)                |                                                    |                                                    |
| 8°                                                 | 1960                                               | 26,085,000                                         | 1960 التعداد المصري                                | حكومة الرئيس جمال عبد الناصر (1954-1970)           |                                                    |                                                    |
| 9°                                                 | 1966                                               | 30,076,000                                         | 1966 التعداد المصري                                | حكومة الرئيس جمال عبد الناصر (1954-1970)           |                                                    |                                                    |
| 10°                                                | 1976                                               | 36,626,000                                         | 1976 التعداد المصري                                | حكومة الرئيس محمد أنور السادات (1970-1981)         |                                                    |                                                    |
| 11°                                                | 1986                                               | 48,205,049                                         | 1986 التعداد المصري                                | حكومة الرئيس حسني مبارك (1981-2011)                |                                                    |                                                    |
| 12°                                                | 1996                                               | 59,276,672                                         | 1996 التعداد المصري                                | حكومة الرئيس حسني مبارك (1981-2011)                |                                                    |                                                    |
| 13°                                                | 2006                                               | 72,798,031                                         | 2006 التعداد المصري                                | حكومة الرئيس حسني مبارك (1981-2011)                |                                                    |                                                    |
| 14°                                                | 2017                                               | 94,798,827                                         | 2017 التعداد المصري                                | حكومة الرئيس عبد الفتاح السيسي (2014-الحاضر)       |                                                    |                                                    |
| -                                                  | 2022                                               | 103,011,914                                        | تقديرات الجهاز المركزي للتعبئة العامة والإحصاء     |                                                    |                                                    |                                                    |

### 1882
| التعداد سنة | سكان (بالآلاف) | الكثافة الحسابية (عدد السكان/كم2) |
| ----------- | -------------- | --------------------------------- |
| 1882        | 6,712          | 6.65                              |
| 1897        | 9,669          | 9.58                              |
| 1907        | 11,190         | 11.09                             |
| 1917        | 12,718         | 12.60                             |
| 1927        | 14,178         | 14.05                             |
| 1937        | 15,921         | 15.78                             |
| 1947        | 18,967         | 18.79                             |
| 1960        | 26,085         | 25.84                             |
| 1966        | 30,076         | 29.79                             |
| 1976        | 36,626         | 36.28                             |
| 1986        | 48,254         | 47.80                             |
| 1996        | 59,312         | 58.76                             |
| 2006        | 72,798         | 70.70                             |

- 1882 - تم إجراء أول إحصاء في مصر. كان مجموع السكان 6.7 مليون نسمة.
- وفقا لتعداد عام 1947، بلغ عدد سكان مصر 19 مليون نسمة.[10]

### 1976
ووفقا لتعداد عام 1947، بلغ عدد سكان مصر 19 مليون نسمة.
| المحافظة                            | سكان (تعداد 1947) |
| ----------------------------------- | ----------------- |
| Alexandria                          | 928,237           |
| Aswan                               | 285,551           |
| Asyut                               | 1,379,875         |
| Beheira                             | 1,242,478         |
| Beni Suef                           | 613,365           |
| Cairo                               | 2,100,486         |
| Dakahlia                            | 1,366,085         |
| Damietta                            | 124,104           |
| Faiyum                              | 671,885           |
| Frontiers                           | 216,872           |
| Gharbia                             | 2,316,619         |
| Girga (currently Sohag Governorate) | 1,288,425         |
| Giza                                | 822,424           |
| Ismailia                            | 132,810           |
| Minya                               | 1,061,417         |
| Monufia                             | 1,168,777         |
| Port Said                           | 178,432           |
| Qalyubia                            | 687,169           |
| Qena                                | 1,106,296         |
| Sharqia                             | 1,290,890         |
| Suez                                | 108,250           |
| Total population                    | 19,090,447        |

### 2017
إجرى إحصاء جديد في عام 2017. كان يوم التعداد 18 أبريل 2017، وكان عدد سكان مصر في ذلك التاريخ يقدر بـ 94,798,827 نسمة.

## آخر تفاصيل التعداد (2006)

### التركيبة السكانية على الصعيد الوطني
| إفادة                                                             | إجمالي البلد |
| ----------------------------------------------------------------- | ------------ |
| نسبة التغير في السكان مقارنة بتعداد 1996                          | % 22         |
| النسبة المئوية للتغير في عدد السكان أقل من 6 سنوات                | % 168        |
| النسبة المئوية للتغير في عدد السكان أقل من 15 عامًا                | % 256        |
| النسبة المئوية للتغير في عدد السكان الذين تزيد أعمارهم عن 45 عامًا | % 289        |
| عدد الأسر                                                         | 17,265,567   |
| سكان الأسرة                                                       | 72,131,096   |
| متوسط الأسرة                                                      | 4 - 5        |
| عدد خريجي الجامعات                                                | 5,476,704    |
| عدد الأميين 2006                                                  | 16,806,657   |
| معدل المواليد الخام                                               | 26           |
| معدل الوفيات الخام                                                | 6            |

## التوقعات المستقبلية
بالسرعة الحالية، من المتوقع أن يصل عدد سكان مصر إلى 160 مليون بحلول عام 2050. ومع ذلك، إذا انخفض معدل التكاثر الحالي، فقد يقتصر عدد السكان على 120 مليون بحلول عام 2050. مصر لديها بالفعل واحدة من أعلى الكثافة السكانية الحقيقية في العالم.

## روابط خارجية
- توزيع السكان حسب الجنس[وصلة مكسورة]
- متوسط حجم نسبة الأسرة والجنس[وصلة مكسورة]
- توزيع السكان حسب الحالة التعليمية[وصلة مكسورة]
- توزيع السكان حسب فئات العمر[وصلة مكسورة]
- توزيع السكان حسب الحالة الزواجية[وصلة مكسورة]
- عدد الأسر ونسبة ارتباطها بالمرافق العامة[وصلة مكسورة]
- 2006 تحليل التعداد السلسلة[وصلة مكسورة]